# W и Z бозони
W и Z бозоните са елементарни частици – калибровъчни бозони, които пренасят слабото взаимодействие. Тяхното откритие през 1983 г. се смята за един от най-големите успехи на стандартния модел на физиката на елементарните частици.
W частицата е наречена така, защото е преносител на слабото (англ. Weak) взаимодействие. Името на Z бозона е такова, защото полу на шега се е смятало, че това е последната частица, която трябва да се открие (Z е последната буква в английската азбука). Друго обяснение е, че името на Z бозона идва от факта, че тя има нулев (англ. Zero) електрически заряд.

## Основни свойства
Съществуват два вида W бозона. Те обуславят протичане на заредени токове между частиците (токове с промяна на електрическия заряд). Единият е зареден с +1, а другия с -1 елементарен електрически заряд. W+ е античастицата на W-. Z бозонът (или Z0) е електрически неутрален (протичане на токове без смяна на заряд) и е античастица на себе си. Трите частици имат кратко време на живот със средна продължителност около 3 x 10-25 s.
Тези бозони са сред най-тежките представители на елементарните частици. С маса 80.4 GeV/c2 и 91.2 GeV/c2, съответно, W и Z бозоните са 100 пъти по-тежки от протона – дори по-тежки от атомите на желязото. Масите на тези бозони са значителни и затова пренасят взаимодействие на много малки разстояния. При електромагнитните взаимодействия е обратно – неограниченият обсег на действие е обусловен от нулевата маса на фотоните, които са преносители на електромагнитни взаимодействия между частиците.
Всичките три частици имат спин 1.